# Districte Amhara
El govern, districte o província Amhara (Amara en italià) fou una divisió de l'Àfrica Oriental Italiana creada el 1936 i que va existir fins al 1941. La capital fou Gondar. L'Àfrica Oriental Italiana es va formar el 15 de gener de 1935 per la unió de les colònies d'Eritrea i Somàlia Italiana. El 3 d'octubre de 1935 els italians van envair Abissínia (Etiòpia) que fou formalment annexionada pel Regne d'Itàlia el 9 de maig de 1936 quedant incorporada a l'Àfrica Oriental Italiana; l'1 de juny següent es va establir una nova divisió interna per la qual es van crear sis districtes o províncies: Eritrea (a la que es va agregar la regió etiòpica de la província de Tigre), Somàlia Italiana (a la que es va agregar la regió etiòpica de l'Ogaden), Galla-Sidama (país dels oromos i sud d'Etiòpia), Harar (nord-est d'Etiòpia), Amhara (nord-oest) i Addis Abeba (centre).

escut

El districte d'Amhara va perdre una part del seu territori l'1 de gener de 1939, que fou agregat al districte d'Addis Abeba, que juntament amb territoris incorporats procedents del districte de Galla-Sidama, van formar el nou districte de Scioa. El maig de 1941 els britànics eren al districte però el governador Nasi (que el juliol va assolir el càrrec interí per tota l'Àfrica Oriental) no es va rendir fins al 27 de novembre de 1941.

## Governadors
- Alessandro Pirzio Biroli (1877 - 1962), governa de l'1 de juny de 1936 al 15 de desembre de 1937
- Ottorino Mezzetti (1877 - 1962), governa del 15 de desembre de 1937 a l'1 de gener de 1939
- Luigi Frusci (1879 - 1949), governa interinament de l'1 de gener de 1939 al 19 de maig de 1941
- Guglielmo Nasi (1879 - 1971), governa interinament del 19 de maig de 1941 al 27 de novembre de 1941

## Comissaries
- Beghemeder
- Debre Berhan
- Goggiam Occidentale
- Goggiam Orientale
- Gondar
- Semien
- Uollo Jeggiu
- Uag Lasta